# 久保山知洋
久保山 知洋（くぼやま ともひろ、1984年4月23日 - ）は、日本の俳優。大阪府出身。身長169.5cm、体重76kg。大阪学院大学高等学校卒業。サンミュージックブレーン所属。
2005年に東京アナウンス学院放送演技科を卒業。

## 出演

### テレビ
- 父さんゴリラが帰った日（中京テレビ）
- 忍者戦隊カクレンジャー（テレビ朝日）
- 連続テレビ小説（NHK）
  - ふたりっ子（NHK大阪） - 車谷 役
  - だんだん（NHK大阪） - 山田康太 役
  - スカーレット（2019年、NHK大阪） - 藤永一徹 役
  - おちょやん（2021年、NHK大阪） - 坂本浩二（藤森米太郎役） 役
  - 舞いあがれ!（2022年、NHK大阪） - 大西誠 役
- 九死に一生スペシャル（日本テレビ）再現VTR
- 近未来スペシャル ボクらの希望を探す旅（日本テレビ）
- 僕らが今…考えていること〜希望の国のエクソダス〜（日本テレビ） - 新田大介 役
- 月曜ミステリー劇場「弁護士 高見沢響子5」（TBS）
- 朝イチ!Relax（読売テレビ）再現VTR
- 金曜時代劇「蝉しぐれ」（NHK） - 小和田逸平 役
- 火曜サスペンス劇場「検事 霞夕子22 殺意の薔薇」（日本テレビ） - 佐川健一 役
- 女と愛とミステリー「"20時18分の死神"小樽発・殺意の旅路〜」（テレビ東京） - 石川高志 役
- 愛の劇場「コスメの魔法」第6週 （TBS） - 柴田孝之 役
- 水曜ミステリー9 「さすらい署長 風間昭平3 えちご恋人岬殺人事件」（テレビ東京）
- 愛の劇場「コスメの魔法2」第21 - 25話（TBS） - 柴田俊之 役
- 刑事部屋〜六本木おかしな捜査班〜 第7話（テレビ東京）
- 天使の悪戯〜不機嫌な未樹〜（毎日放送） - 相沢寛人 役
- 月曜ゴールデン「遠い国から来た男」（TBS）
- 第7回文芸社ドラマスペシャル「長男の結婚」（テレビ朝日） - 有沢達彦 役
- 万葉ラブストーリー 第3回夏編 第3話「誰そ彼からの手紙」（NHK奈良） - 鹿又岳 役
- 京都地検の女 第5シリーズ 第5話「暴走する事務官…老舗旅館に潜む罠!!」（テレビ朝日）
- 再生の町（NHK大阪） - 橋本健太 役
- 娼婦と淑女（東海テレビ） - 清瀬太一 役
- BS時代劇「新選組血風録」第2話（NHK BSプレミアム） - 迫田 役
- 名前をなくした女神 第1話（フジテレビ） - 高田 役
- 奇跡のホスピス（2012年3月28日、毎日放送）
- 水曜ミステリー9 「作家探偵・山村美紗 京都・東山 密室トリック殺人事件」片桐誠役（2012年4月18日、テレビ東京系）
- 土曜ワイド劇場 「司法教官・穂高美子2 9千万円盗んでも無罪の法律トリック!?」（2012年9月1日、テレビ朝日） - 高山慶太 役
- 土曜ワイド劇場 「遺品の声を聴く男4 美人看護師殺人事件!」（2013年5月25日、朝日放送） - 岡部智也 役
- 土曜ドラマ「七つの会議」（NHK） - 嶋野 役
- 土曜ワイド劇場 「ミステリー作家六波羅一輝の推理3 ニライカナイの語り部 南海の離島連続殺人!!」（2013年9月14日、朝日放送） - 上原真 役
- 水曜ミステリー9 「旅行作家・茶屋次郎12 大井川殺人事件」（2014年9月17日、テレビ東京系） - 中田仁志 役
- 金曜プレミアム「潔癖クンの殺人ファイル2 芸能界“ザ・スキャンダル”」（2015年6月19日、フジテレビ）
- 月曜名作劇場 「ヤメ判 新堂謙介 殺しの事件簿5」（2017年、TBS） - 上田博 役
- 直撃!シンソウ坂上 再現ドラマ「あさま山荘事件」（2018年6月7日、フジテレビ）
- 必殺仕事人2019（2019年3月10日、朝日放送） - 悟助 役
- 木曜劇場「この素晴らしき世界」第8話（2023年9月7日、フジテレビ） - グリフ 役
- 家政夫のミタゾノ 第7シーズン 最終回（2025年3月11日、テレビ朝日） - 豊川記者 役[1]

### 映画
- まあだだよ
- 生霊 (いきすだま)
- 森の学校 (映画)（2002年） - 長男・河合仁 役
- 青の炎
- ウイニング・パス - 井上和也 役

### 舞台
- 芸術座「二十四の瞳」
- 東京宝塚劇場「殉愛」
- 東京宝塚劇場「愛の宴」
- 新宿コマ劇場「オズの魔法使い」
- 御園座「二十四の瞳」 - 徳田吉次 役
- アルゴミュージカル「Sing for you, Sing for me」 - トキト 役
- 飛天「北島三郎特別公演」 - 玉井剛 役
- STAGE21 ミュージカル「迷子の天使たち」
- 大阪松竹座ほか「舞台版 だんだん」 - 山田康太 役